# Nikaia von Korinth
Nikaia (altgriechisch Νίκαια Níkaia; † nach 245 v. Chr.) war seit etwa 260 v. Chr. die Ehefrau des Alexandros von Korinth und nach dessen Tod seit etwa 245 v. Chr. die Gattin des Königs Demetrios II. von Makedonien.
Ihr erster Ehemann Alexandros war der Herrscher von Korinth und mit dem makedonischen König Antigonos II. Gonatas verfeindet, obwohl er dessen Neffe war. Nikaia begünstigte den griechischen Dichter Euphorion von Chalkis. Ihr Gatte Alexandros starb 245 v. Chr., angeblich nach einem Giftattentat des Antigonos, wonach Nikaia, die Herrschaft über Korinth behielt, zu einer begehrten Heiratspartie avancierte. Antigonos zog umgehend mit seinem Sohn und Thronfolger Demetrios vor Korinth und bot diesen als Ehemann der um einige Jahre älteren Nikaia an, die sich auf der nur schwer einzunehmenden Burg Akrokorinth verschanzt hatte. Nachdem sie doch Gefallen an einer königlichen Hochzeit gefunden hatte, kam sie von der Burg in die Stadt herunter, wo das Hochzeitsfest stattfinden sollte. Allerdings ließ sie eine starke Besatzung auf der Burg zurück, deren Herrin sie auch nach der Hochzeit zu bleiben gedachte. Antigonos aber lud die Soldaten nacheinander zu den mehrtägigen Festivitäten ein. Nachdem er so deren Vertrauen gewonnen und sie unaufmerksam gemacht hatte, ließ er Nikaia anlässlich einer Vorstellung im Theater von Korinth festhalten und erbat bei der Wache Einlass in die Burg. Die gewährte sie ihm auch leichtfertig, worauf er seine eigenen Männer in die Burg einziehen ließ und sie somit kampflos einnehmen konnte.
Wie lange Nikaia noch mit Demetrios II. verheiratet war, ist unklar. Bald nach seiner Thronbesteigung 239 v. Chr. heiratete er die epirotische Prinzessin Phthia/Chryeis.